# Halogenstrahler

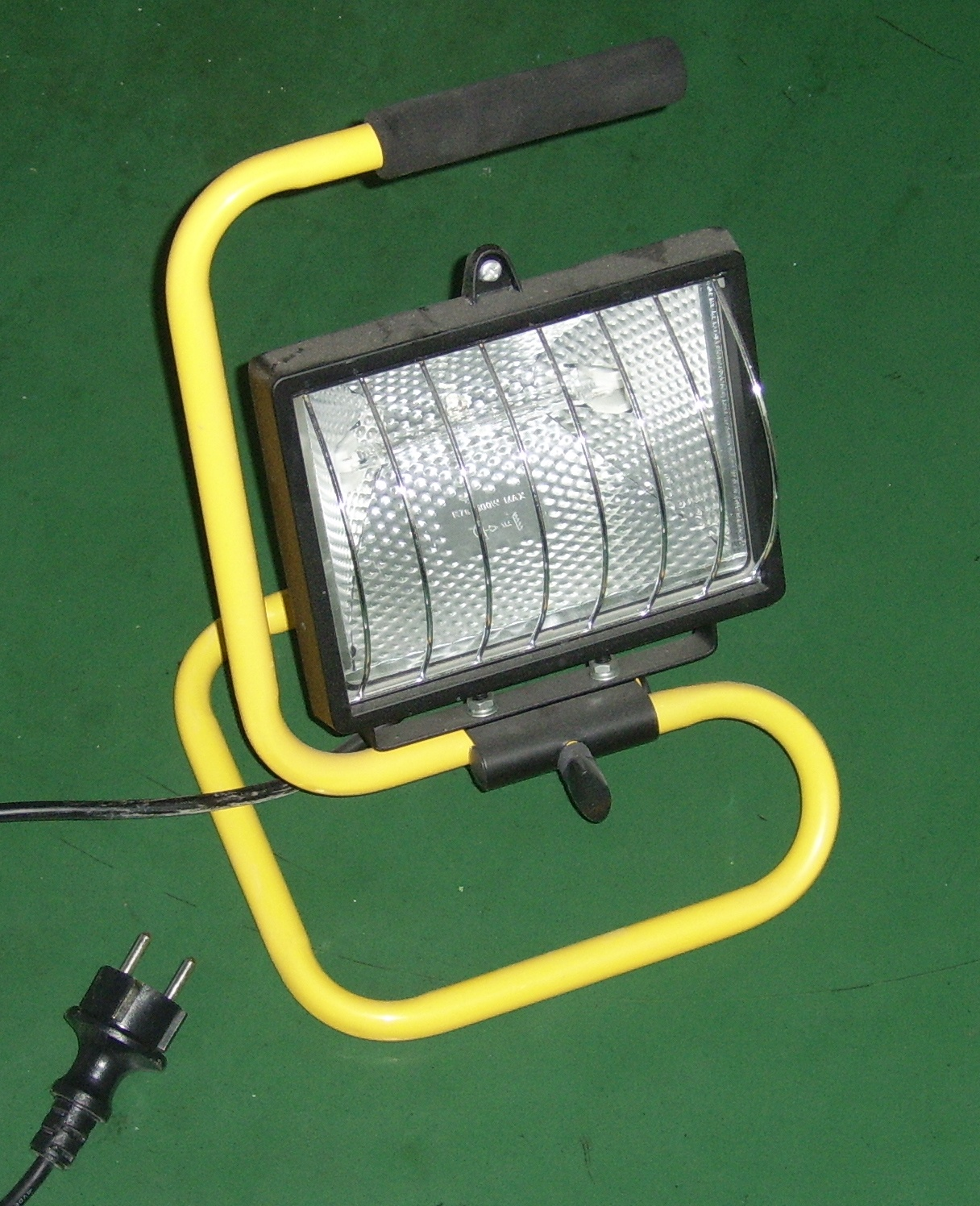
Halogenstrahler für Baustellen

Ein Halogenstrahler ist eine meist in Flutlichtanlagen (z. B. in Fußballstadien) oder auf Baustellen eingesetzte starke Lichtquelle, die Halogenglühlampen verwendet. Es gibt fest installierte und kleinere mobile Strahler. Mobile Leuchten sind als Handstrahler (siehe Foto) und als auf Stative montierte Strahler erhältlich. 